# چسبک‌ماهی سفید
چسبک‌ماهی سفید (نام علمی: Remorina albescens) نام یک گونه از سرده چسبک‌ماهی است.